# Боклах Олексій Володимирович
Олексі́й Володи́мирович Бокла́х (* 2005) — український боксер. Чемпіон Європи з боксу серед юніорів.

## З життєпису
Представляє Школу вищої спортивної майстерності Донецької області.. 2022 року на Чемпіонаті Європи серед юніорів у ваговій категорії до 67 кг виграв 5 поєдинків. Наставником є Олександр Шостак.